# MyLifeOrganized
MyLifeOrganized — программное обеспечение для управления задачами, проектами и целями. Использует несколько методологий управления задачами: Getting Things Done, FranklinCovey, Autofocus, Do-It-Tomorrow или их сочетания. Поддерживает иерархию задач и подзадач, а также зависимости между ними. Работает с несколькими платформами, включая Windows, iOS и Android с автоматической синхронизацией через облако или Wi-Fi.

## Функции
Главной функцией MyLifeOrganized считается планирование и организация времени пользователя для достижения как можно большего количество целей за как можно меньший промежуток времени.
Приложение позволяет создавать задачи и подзадачи к ним, которые затем выстраиваются в виде дерева и могут назначаться к целям и проектам. Из всех добавленных задач автоматически формируется список активных действий в зависимости от параметров важности задач, срока и длительности их выполнения, указанных пользователем.

## Особенности
Выделяют ряд особенностей приложения, которые входят в ПО MyLifeOrganized:
- Иерархическая структура, с неограниченным количеством задач и подзадач
- Автоматическое формирование списка активных действий
- Планирование целей
- Контексты
- Установление зависимостей между задачами
- Фокус на определенной цели или проекте
- Автономная работа в офлайн режиме
- Автоматическая облачная синхронизация и синхронизация по Wi-Fi
- Напоминания по времени и месту действия
- Календарный вид (только в версии для iOS и Android)
- Импорт/Экспорт файлов в разные форматы
- Синтаксический анализ ввода, позволяющий выделять параметры задачи из её названия.

## Поддерживаемые платформы
Программное обеспечение поддерживает работу на устройствах с операционными системами Microsoft Windows (Windows 11/10, Windows 8, Windows 7, Windows XP), iOS и Android. Ранее поддерживались версии для Windows Mobile и BlackBerry OS .